# Amytis noir
Pour les articles homonymes, voir Amytis.
Amytornis housei
Espèce
Statut de conservation UICN

 LC  : Préoccupation mineure
L’Amytis noir (Amytornis housei) est une espèce de passereau de la famille des Maluridae.

## Répartition et habitat
Il est endémique en Australie-Occidentale. 
Il vit dans les prairies, il est particulièrement commun dans les zones denses de Triodia.
Il habite les zones de broussailles de type méditerranéen[réf. nécessaire].

## Sous-espèces
Cette espèce est monotypique.

## Référence
- Milligan, 1902 : Report on the birds collected, in Report on Exploration of the North-West Kimberley, 1901, by F.S. Brockman. Western Australian Parliamentary Paper, 2, p. 52-59.